# Malachov
Malachov é um município da Eslováquia localizado no distrito de Banská Bystrica, região de Banská Bystrica.

## Demografia
| Ano:        | 1994 | 2004    | 2014    | 2024   |
| ----------- | ---- | ------- | ------- | ------ |
| Broj ljudi: | 817  | 918     | 1081    | 1132   |
| Razlika:    |      | +12,36% | +17,75% | +4,71% |

| Ano:               | 2023 | 2024   |
| ------------------ | ---- | ------ |
| Número de pessoas: | 1133 | 1132   |
| Diferença:         |      | -0,08% |